# Psidium globosum
Psidium globosum är en myrtenväxtart som beskrevs av Larranaga. Psidium globosum ingår i släktet Psidium och familjen myrtenväxter. Inga underarter finns listade i Catalogue of Life.